# Cantón Muisne
El cantón Muisne está ubicado al oeste de la Provincia de Esmeraldas, en Ecuador. Su cabecera cantonal es la parroquia urbana de Muisne.
En lenguaje indígena Muisne significa abundancia.

## División parroquial
El cantón se divide en 9  parroquias: Galera, Quingue, San Francisco, San Gregorio, Bolívar, Sálima,   Daule, San José de Chamanga y la cabecera cantonal de Muisne de la isla del encanto.

## Geografía
Ribereño del océano Pacífico, linda al este con los cantones de Atacames, Esmeraldas y Quinindé; y al sur con la provincia de Manabí.
Comprende las parroquias rurales de Bolívar, Daule, Galera, Quingue, Salima, San Francisco, San Gregorio y Chamanga.
Conocido como el Jardín Esmeraldeño cuenta con siete kilómetros de playas rodeadas de palmeras. Los abundantes cangrejos rojos producen la ilusión óptica de que la playa se mueve.
- Playa de Muisne.

- Mompiche, práctica del surf, humedal marino costero.

- San Francisco.

- Estero de Plátano.

- Bunche.
- Playa Punta Blanca (Bajogrande)
- Tongorachi
- Caimito
- Portete
- Bolívar
- Isla Júpiter

## Actividades productivas
La población se dedica, principalmente a la agricultura, actividades de pesca, ganadería, comercio, turismo y a la acuacultura.
Las personas vinculadas al ecosistema manglar se ocupan en la recolección de moluscos y crustáceos, y algunos en la fabricación de carbón.
En las últimas décadas la economía de Muisne, ancestralmente vinculada al recurso manglar, se vio gravemente afectada por la tala indiscriminada del 84% del bosque de manglar para la construcción de piscinas camaroneras, que no trajeron desarrollo económico y dejó a parte de la población sin trabajo.
El cantón Muisne posee muchos recursos paisajísticos por lo que los pobladores ahora sueñan con el turismo como alternativa de vida para las próximas generaciones.

## Gastronomía
Muisne cuenta con una rica gastronomía, con restaurantes en el malecón donde puedes encontrar diferentes platos típicos como: Arroz con camarón, ceviches de camarón y concha, encocados, ensumacados, tapados, pargo frito, etc.
Las mujeres utilizan carbones encendidos para asar el conocido muchín, una preparación de yuca o guineo maduro con trocitos de queso, envueltos en hoja de bijao. Son muy apetecidos los platos con mariscos, moluscos y crustáceos, se destacan el ceviche de pulpo en Estero de Plátano, la tortilla mompinchera y langostinos a la plancha en Mompiche,
El encocado de cangrejo azul en la isla de Muisne y en la isla Bonita, el tamal de concha en Bunche, el ceviche de concha, camarón y pescado, así como camarones reventados, pescado frito y otros que podrá disfrutar frente al mar, en las diferentes localidades del cantón.

## Fiestas patronales
- 21 de junio se celebran las fiestas de San Luis Gonzaga, patrono de la parroquia y UE. del mismo nombre.
- Virgen del Carmen, 16 de julio. Su patrono oficial Alfredo Pérez Guerrero.
- Día Internacional por la Defensa del Manglar, 26 de julio.
- 3 de octubre se celebran las fiestas cantonales (1956 - Fecha Cantonización).

## Opinión
En el cantón Muisne se ubican tres áreas protegidas que son el hábitat de gran variedad de especies, algunas endémicas; existen trece playas, cada una con características únicas; también cascadas, ríos para admirar, senderos que pueden ser recorridos por los visitantes para observar la naturaleza.
Culturalmente se puede deleitar con la marimba, patrimonio intangible del Ecuador. 
Muisne es un sitio único para disfrutar de cantos y ritos ancestrales afroecuatorianos como los arrullos, alabados, chigualos, décimas y bailes típicos como la marimba y el mapalé.
El pueblo indígena Chachi complementa la rica diversidad cultural del cantón Muisne. Está ubicado en la zona de San Salvador, en la parroquia San Gregorio. Sus habitantes se encuentran implementando una propuesta de turismo comunitario que permitirá a los turistas disfrutar de su bello territorio y su milenaria cultura.